# Уфа (аеропорт)
Міжнародний аеропорт "Уфа" (рос. Международный аэропорт Уфа, башк. Өфө халыҡ-ара аэропорты (IATA: UFA, ICAO: UWUU)) — аеропорт міжнародного та регіонального значення, розташований за 25 км на південний захід від Уфи в Башкортостані на території Російської Федерації. Аеропорт здатний приймати повітряні судна всіх типів, має дві злітно-посадочні смуги і модернізований аеродром. Найбільший аеропорт за пасажиропотоком у Приволзькому федеральному окрузі Росії.

## Історія аеропорту
Початок створення аеропорту розпочався навесні 1923 року, коли в Уфі було створено Башкирське відділення Товариства друзів повітряного флоту. Через рік був закладений перший в республіці аеродром, який послужив початку становлення і розвитку потужного аеропорту.
15 липня 1933 року було запущено першу авіалінію поштового зв`язку по кільцевому маршруту: Уфа - Магнітогорськ - Бєлорєцьк - Толбази - Стерлітамак - Ішімбаево - Мраково - Баймак - Тукан - Архангельське - Уфа. У 1954 році аеропорт "Уфа" прийняв перший літак "Ан-2".  Розвивалася нова маршрутна мережа, почали відкриватися рейси з Уфи до Москви, Сімферополя, Новосибірська, Ташкенту, Куйбишева, Мінвод.
У 1972 році в Уфимському об'єднаному авіазагоні починає працювати ескадрилья літаків "Ту-134". Що дозволило стати регулярними рейси в райони Крайньої Півночі СРСР, столиці союзних республік. 
1991 року Уфимський авіазагін був перетворений у самостійну авіакомпанію "Башкирські авіалінії". Вона стала національною авіакомпанією та вийшла на міжнародні авіалінії. У 2000 році Міжнародний аеропорт "Уфа" виділився зі складу "Башкирських авіаліній" і пішов по самостійному шляху розвитку. Тепер він є відкритим акціонерним товариством.

## Загальна інформація

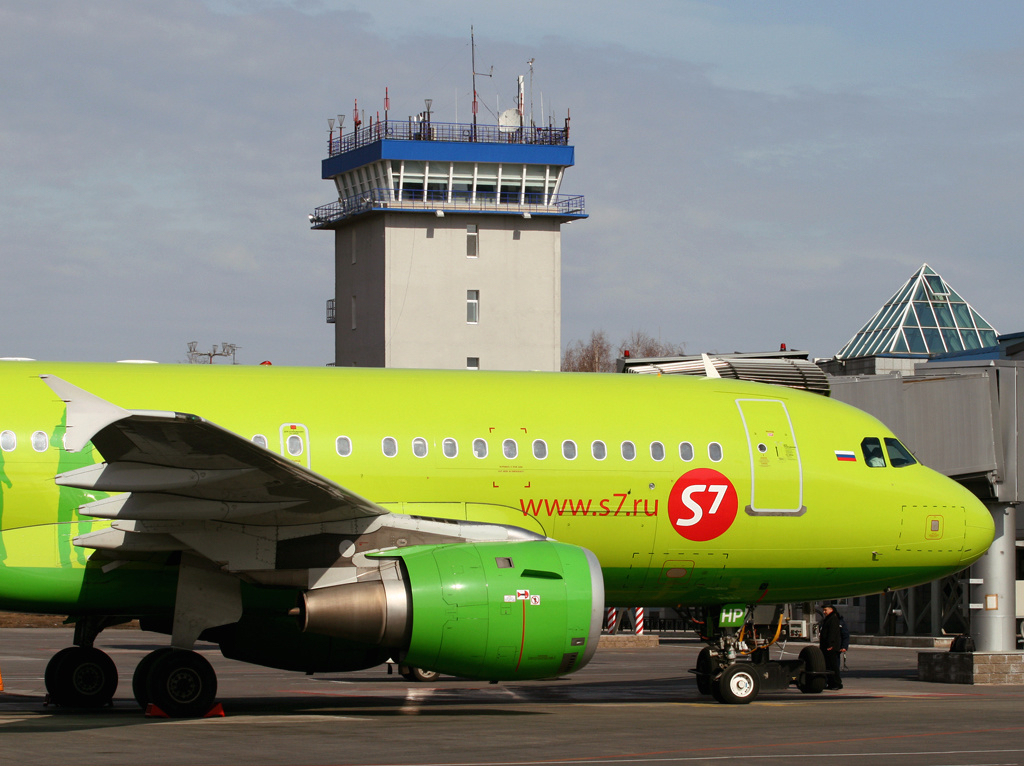
Airbus A319 S7 Airlines в міжнародному аеропорту "Уфа".

Аеропорт «Уфа» співпрацює з 41 авіакомпанією, в тому числі: Аерофлот - РА, Сибір, Росія, Ямал, Іжавіа, Оренбурзькі авіалінії, ЮВТ Аеро, Ютейр, Ред Вінгз, Турецькі авіалінії, Чеські аеролінії, Флайдубай, Ейр Арабія, Ейр Європа, Астра Ейрлайнз, Нью Лівінгстон, Узбецькі авіалінії, Уральські авіалінії, Таймир, Ікар, Північний Вітер, Роял флайт,  Азур ейр, Еллін ейр, Ангара, Саратовські авіалінії, Красавіа.
Маршрутна мережа включає в себе 33 найбільших міст Росії, 6 міст СНД; 7 популярних регулярних міжнародних напрямків - Анталія, Дубай, Прага, Стамбул, Ейлат; 19 популярних чартерних туристичних напрямків. Термінал міжнародних авіаліній є сучасний високотехнологічний комплекс з пропускною спроможністю 800 осіб на годину. Категорія «Е» ICAO дозволяє приймати повітряні судна будь-якого типу, в тому числі, Боїнг-747, - 777.
Для внутрішніх повітряних рейсів у аеропорту функціонує пасажирський термінал № 1 з усім необхідним обладнанням. Для обслуговування міжнародних авіарейсів 5 січня 2001 року введено в дію міжнародний термінал № 2.
Також в аеропорту є готель на 243 місця, ресторан, магазини, кафе, бар, їдальня. Між аеропортом і міським центром є автобусне сполучення.

## Наземний транспорт
Лінії міського автобусу № 101 і 110 з'єднують аеропорт з містом Уфа.

## Авіалінії та напрямки, листопад 2020
| Авіакомпанія       | Пункт призначення |
| ------------------ | --- |
| Aeroflot           | Москва-Шереметьєво |
| Алроса             | Сезонний: Сімферополь |
| Азимут             | Краснодар, Ростов-на-Дону |
| Azur Air           | Сезонний чартер: Анталія, Даламан, Енфіда |
| Buta Airways       | Баку |
| Gazpromavia        | Москва-Внуково |
| Georgian Airways   | Тбілісі (призупинено) |
| Komiaviatrans      | Сиктивкар, Усинськ |
| KrasAvia           | Новий Уренгой, Тюмень |
| NordStar           | Баку, Норильськ |
| Nordwind Airlines  | Москва-Шереметьєво Сезонний: Сімферополь, Сочі Сезонний чартер: Анталія, Бургас, Іракліон, Монастір                                                         |
| Onur Air           | Сезонний чартер: Анталія |
| Pegas Fly          | Москва-Шереметьєво, Нижній Новгород, Єреван |
| Pobeda             | Москва-Внуково, Ст Петербург, Сочі |
| Red Wings Airlines | Стамбул, Москва-Домодєдово Сезонний: Сімферополь, Сочі Чартер: Анталія, Даламан                                                                             |
| Rossiya Airlines   | Ст Петербург Сезонний: Сочі Сезонний чартер: Ларнака |
| Royal Flight       | Сезонний чартер: Анталія, Барселона, Енфіда |
| RusLine            | Нар'ян-Мар, Ст Петербург |
| S7 Airlines        | Москва-Домодєдово, Новосибірськ |
| Smartavia          | Ст Петербург Сезонний: Сімферополь, Сочі |
| Turkish Airlines   | Стамбул Сезонний чартер: Анталія |
| Ural Airlines      | Бангкок-Суварнабхумі, Душанбе, Москва-Домодєдово, Нижньовартовськ, Ноябрськ, Сургут Сезонний: Худжанд                                                       |
| Utair              | Казань, Ханти-Мансійськ, Когалим, Москва-Внуково, Нижньовартовськ, Нижній Новгород, Самара, Сургут, Тюмень, Відень, Волгоград, Єкатеринбург Сезонний: Анапа |
| UVT Aero           | Сезонний: Геленджик, Сімферополь, Сочі |
| Uzbekistan Airways | Ташкент |
| Yamal Airlines     | Москва-Домодєдово, Надим, Новий Уренгой, Ноябрськ, Салехард                                                                                                 |

## Статистика[1]
| Рік  | Пасажиробіг | % Зміни |
| ---- | ----------- | ------- |
| 2010 | 1,501,000   | ▬       |
| 2011 | 1,688,570   | ▲ 11.6% |
| 2012 | 1,918,945   | ▲ 13.6% |
| 2013 | 2,218,000   | ▲ 15.6% |
| 2014 | 2,380,581   | ▲ 7.3%  |
| 2015 | 2,313,388   | ▼ 2.8%  |
| 2016 | 2,318,434   | ▲ 0.2%  |
| 2017 | 2,814,330   | ▲ 21.4% |